# USNS Glomar Explorer (T-AG-193)
El USNS Glomar Explorer (T-AG-193), es un buque de exploración oceanográfica,  construido en un principio para la Agencia Central de Inteligencia de los Estados Unidos División de Actividades Especiales,  en el marco del Proyecto Azorian, con objeto de recuperar el submarino soviético K - 129 hundido en abril de 1968 en aguas del Pacífico norte.
El impacto cultural y mediático que ha tenido la “enigmática” figura del Explorador Glomar se refleja en un amplio número de libros y publicaciones que pretenden revelar el lado oculto del buque, principalmente orientadas al ámbito del espionaje y la interceptación de señales de radio, siendo incluso catalogado como "buque espía norteamericano".

## Construcción
El Hughes Glomar Explorer (HGE), como llamaron el barco en su minuto, fue construido entre los años 1973 y 1974, en los astilleros de la Sun Shipbuilding and Drydock Co. por la suma de US$350.000.000, para ser usado por la empresa Global Marine Development Inc. El director del proyecto, Howard Hughes, dijo a los medios de comunicación que el objetivo del barco era extraer de nódulos de manganeso del fondo marino.
La exploración geológica del lecho marino, que se suponía pretendía realizar el buque, se hizo ampliamente popular, estimulando a muchos a examinar la idea y evaluar futuros proyectos de investigación oceánica. Pero en las actas del tribunal de distrito de los Estados Unidos y en anteriores apariciones en agencias gubernamentales, los ejecutivos de la Global Marine y asociados, al mando de Howard Hughes, explicaron que el proyecto era inviable y que su implementación como buque investigador significaría desembolsar grandes sumas de dinero, lo cual haría de la investigación marina un despilfarro de recursos.

## Proyecto Azorian
En abril de 1968, la flota soviética del Pacífico y sus unidades de aire fueron detectadas realizando un gran despliegue de operaciones en la zona norte del Océano Pacífico, lo que la Inteligencia Naval de Estados Unidos evaluó podía ser la búsqueda de algún submarino o buque  soviético, probablemente hundido en algún accidente.
Las búsquedas de las naves de superficie soviéticas se concentraban en un área que Estados Unidos asociaba a la zona de operaciones de  submarinos soviéticos estratégicamente ubicados, y que se suponía,  llevaban misiles balísticos con un posible blanco en Estados Unidos: los GOLF II Clase SSB soviéticos; dichos misiles nucleares eran transportados por submarinos soviéticos en una torreta especialmente modificada para el caso.
Es por esto que se le encomendó a la red de hidrófonos norteamericanos SOSUS la tarea de revisar sus registros, con la esperanza de detectar algún sonido que diese con la posición exacta del supuesto buque accidentado.
La base naval Point Sur, en Monterrey California, tuvo éxito en dicha búsqueda y aisló un registro sónico que había ocurrido el 8 de marzo de 1968. Utilizando la fecha y hora del evento detectado por la base naval Point Sur, la Inteligencia americana tuvo éxito en ubicar el sitio del naufragio: era un submarino soviético modelo K-129, que descansaba en el lecho marino cerca de los 40° de latitud Norte y 180° de longitud, en aguas internacionales.
En julio de 1968, la Marina de los Estados Unidos comenzó la "Operación Sand Dollar", cuyo objetivo era el de rescatar el malogrado submarino soviético y así, recabar información de inteligencia acerca del tipo de misiles balísticos con que contaba la URSS, previniendo un futuro ataque. Es por esto que se envía a la zona del desastre un submarino equipado con cámaras fotográficas de alta resolución y un equipo de luces capaces de rastrear el fondo del océano en busca del sumergible soviético. Para esto, se requirió los servicios del USS Halibut, único submarino hasta entonces  equipado con los dispositivos requeridos para la misión de rastreo. Al cabo de tres semanas de intensa búsqueda, el Halibut abarcó una zona de más de 3100 km² dando con la zona del naufragio, a unos 4.500 metros de profundidad. Las siguientes semanas se tomaron más de 20,000 fotografías con todos los detalles del malogrado K-129.
Debido a que el K-129 descansaba en aguas muy profundas, se requería de un barco grande para la operación de rescate del submarino. Y como el uso de una plataforma o un buque de mayores dimensiones podía resultar peligroso y a la vez levantar sospechas de la Unión Soviética, que interferirían con la misión de rescate, es por lo que la CIA se puso en contacto con Howard Hughes, para que desarrollase un barco de investigación y rescate capaz de no levantar sospechas sobre sus misión.

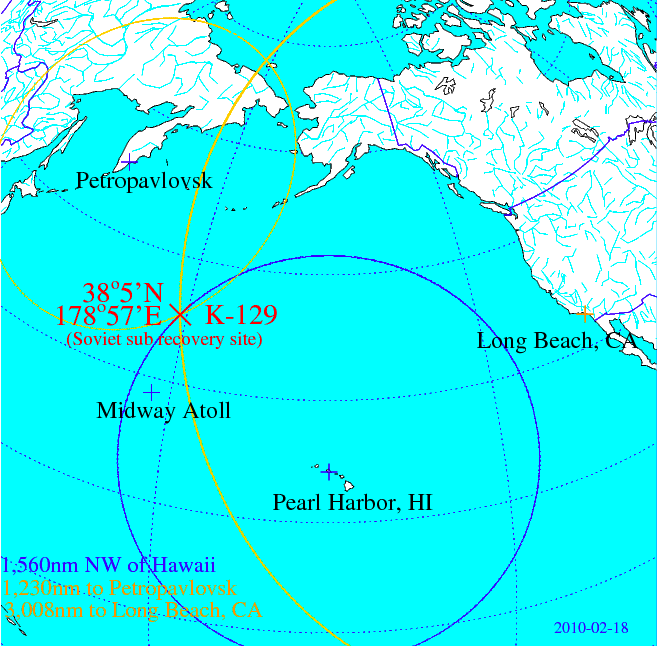
El sitio del naufragio del K-129.

Para su propósito el Glomar Explorer  fue equipado con una gran pinza mecánica, a la cual llamaron “Clementine”, diseñada especialmente para descender hasta el fondo del océano, cerrarse alrededor del submarino y luego levantarlo hasta el buque en la superficie. Era operada uniendo secciones de tuberías de 18m de largo, en forma similar a lo que se hace con los pozos petrolíferos, desde su alojamiento en la parte central del barco. Después de que la pinza hubiera realizado su captura correctamente, el guinche era operado en reversa, y el objetivo era recuperado e introducido en un gran compartimiento en el centro del barco, al que la tripulación llamaba "Moon Pool". De esta forma todo el proceso de salvamento se realizaba bajo el agua, lejos de miradas curiosas de otros barcos, aviones o satélites espías.
Después de navegar más de 5.000 km  desde Long Beach, California, el Glomar Explorer llegó al sitio del salvamento el 4 de julio y trabajó allí  cerca de un mes. Durante este período, por lo menos dos naves de la Marina soviética visitaron el sitio de tareas del Glomar Explorer, el remolcador oceánico "SB-10", y el buque soviético de instrumentación de misiles (SMRIS) "Chazma". Durante las operaciones de rescate, "Clementine" experimentó un fallo catastrófico, y a consecuencia del mismo, 2/3 de la sección del K-129 que ya había sido izada, se desprendió y cayó nuevamente al lecho marino. Es por ello que detractores del proyecto lo  consideran como un fracaso de inteligencia y un despilfarro de dinero. Sin embargo, la sección recuperada contenía dos torpedos nucleares, y por lo tanto el proyecto no fue del todo fallido.
También se recuperaron los cuerpos de seis tripulantes del submarino, a los cuales posteriormente se les rindieron honores militares y fueron sepultados en el mar. Otros miembros de la tripulación han mencionado que también fueron recuperados libros y otros materiales de interés.
El proyecto Azorian permanece como un hito tecnológico y como la operación de salvamento más grande que se haya  realizado en la historia. Toda la operación fue filmada por un grupo de agentes de la CIA, pero esta película permanece clasificada: un pequeño trozo de la película, mostrando el salvamento y el posterior entierro marino de los seis cuerpos recobrados en la sección frontal del K-129, fue entregado a los rusos en 1992 por el director de la CIA Robert Gates.

## Declive

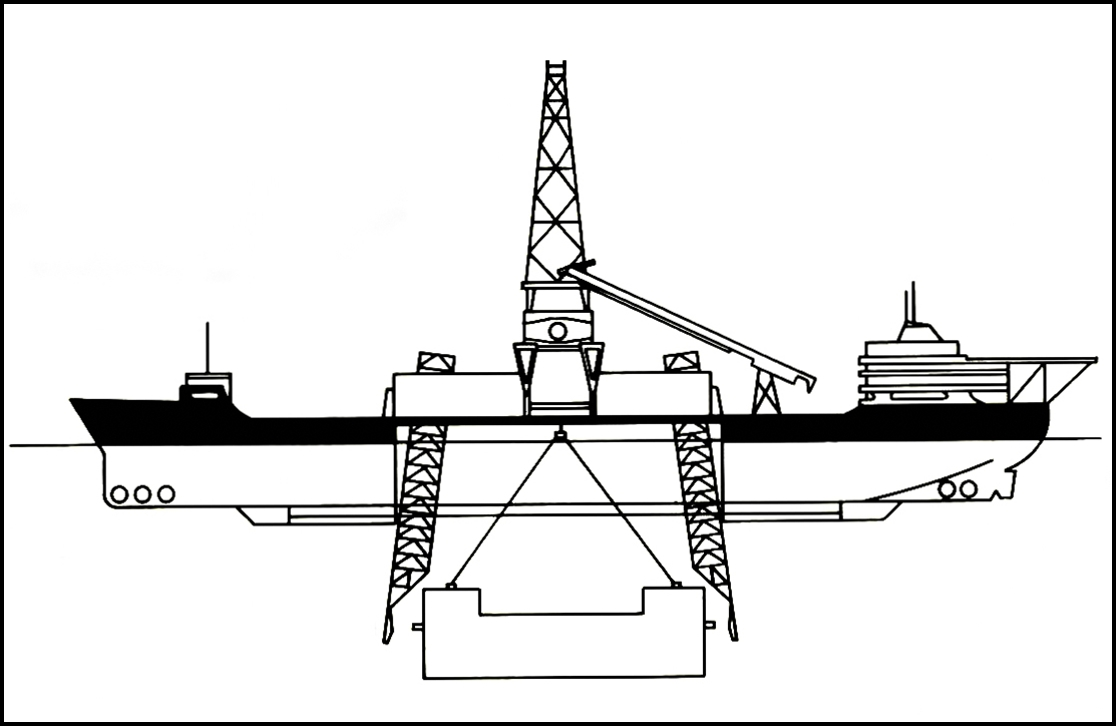
Esquema del funcionamiento del Glomar Explorer.

Mientras las características del barco lo hacían ideal para futuros proyectos de exploración submarina, había poco interés en el navío, debido a su alto coste de operaciones. De marzo a junio de 1976, la General Services Administration (GSA) comenzó a publicitar la nave para su arriendo. En menos de cuatro meses, la GSA había recibido un total de siete ofertas, incluyendo un ofrecimiento de US$2.000.000 por parte de los estudiantes del Lincoln College, en Nebraska, y  US$1.000.000 de un empresario privado que planeaba rescatar reactores nucleares de submarinos hundidos.
La Lockheed Missile and Space Company ofertó US$3.000.000 por un arriendo de dos años, mientras encontraba a empresarios que financiaran su proyecto. La GSA ya había ampliado el plazo de oferta dos veces para permitir a Lockheed encontrar a financistas para su proyecto,el cual concluyó  sin éxito, por lo que se decidió desistir del arriendo.
Aunque la comunidad científica defendiera al Glomar Explorer, impulsando al presidente a mantener el barco activo, ninguna agencia o el departamento del gobierno quiso asumir el mantenimiento y el gasto operación. Posteriormente, en septiembre de 1976, el GSA entregó al  Glomar Explorer a la Reserva Naval, y en enero de 1977, el barco finalmente pasó a engrosar la lista de navíos en la Reserva de la Marina en Suisun Bay, California.

## Venta
En septiembre de 1978, el consorcio de Ocean Minerals Company, California, anunció que arrendaría  el Glomar Explorer y que en noviembre comenzaría las pruebas  en alta mar. El consorcio estaba formado por las filiales  Standard Oil Company de Indiana, Royal Dutch Shell, y el Boskalis Westminster Group de Países Bajos. Otro socio fue la Lockheed Missiles and Space Company.
En 1997, el barco fue tomado por la Cascade General,  para hacerle modificaciones que lo convirtieron a un barco de perforación en alta mar, capaz de perforar pozos en aguas de 2,300 m y con alguna modificación futura, llegaría a 3,500 m, que es 610 m más profundo que cualquier taladro existente. La oferta se selló el  primer trimestre de 1998 por un monto cercano a los US$ 180.000.000.
En 2010, Transocean adquirió el navío por el valor de US$ 15.000.000 en efectivo.
El GSF Explorer es actualmente operado por un consorcio conducido por Marathon Oil, quien pretende realizar trabajos de perforación submarina en Indonesia, hasta fines del 2012.